# Temporada do Borussia Dortmund de 2019–20
O Borussia Dortmund participou de quatro competições na temporada de 2019–20, a Bundesliga, a Copa da Alemanha, a Supercopa da Alemanha e a Liga dos Campeões da UEFA.

## Uniforme
Fornecedor:
- Puma

Patrocinador Principal:
- Evonik
- Opel

Uniforme dos jogadores
| 1º Uniforme |  | 2º Uniforme |  | 3º Uniforme |

## Transferências para 2019-20
| - : Jogadores emprestados ao Borussia Dortmund - : Jogadores emprestados pelo Borussia Dortmund - : Jogadores que retornam de empréstimo | - : Jogadores que chegaram ou saíram após compra de direitos - : Jogadores que chegaram ou saíram sem custos - : Jogadores que chegaram ou saíram após terem seus contratos rescindidos |

| Entradas |      |                   |                                     |                          |
|          | Pos. | Jogador           | T.                                  | Clube anterior           |
|          | M    | Julian Brandt     | Compra de direitos/multa rescisória | Bayer Leverkusen         |
|          | M    | Thorgan Hazard    | Compra de direitos/multa rescisória | Borussia Mönchengladbach |
|          | LE   | Nico Schulz       | Compra de direitos/multa rescisória | Hoffenheim               |
|          | Z    | Mats Hummels      | Compra de direitos/multa rescisória | Bayern de Munique        |
|          | LD   | Mateu Morey       | Livre                               | Barcelona Sub-19         |
|          | M    | Tobias Raschl     | Livre                               | Borussia Dortmund Sub-19 |
|          | G    | Luca Unbehaun     | Livre                               | Borussia Dortmund Sub-19 |
|          | M    | Patrick Osterhage | Livre                               | Borussia Dortmund Sub-19 |
|          | A    | Erling Håland     | Compra de direitos/multa rescisória | Red Bull Salzburg        |
|          | M    | Giovanni Reyna    | Livre                               | Borussia Dortmund Sub-19 |
|          | V    | Emre Can          | Empréstimo                          | Juventus                 |

| Saídas |      |                    |                                     |                     |
|        | Pos. | Jogador            | T.                                  | Clube de destino    |
|        | M    | Christian Pulisic  | Retorno de empréstimo               | Chelsea             |
|        | A    | Alexander Isak     | Compra de direitos/multa rescisória | Real Sociedad       |
|        | Z    | Abdou Diallo       | Compra de direitos/multa rescisória | Paris Saint-Germain |
|        | LD   | Felix Passlack     | Empréstimo                          | Fortuna Sittard     |
|        | Z    | Jeremy Toljan      | Empréstimo                          | Sassuolo            |
|        | V    | Sebastian Rode     | Compra de direitos/multa rescisória | Eintracht Frankfurt |
|        | A    | André Schürrle     | Empréstimo                          | Spartak Moscou      |
|        | A    | Maximilian Philipp | Compra de direitos/multa rescisória | Dínamo de Moscou    |
|        | M    | Shinji Kagawa      | Compra de direitos/multa rescisória | Zaragoza            |
|        | M    | Ömer Toprak        | Empréstimo                          | Werder Bremen       |
|        | A    | Marius Wolf        | Empréstimo                          | Hertha Berlim       |
|        | A    | Sergio Gómez       | Empréstimo                          | Huesca              |
|        | V    | Julian Weigl       | Compra de direitos/multa rescisória | Benfica             |
|        | A    | Paco Alcácer       | Compra de direitos/multa rescisória | Villarreal          |
|        | M    | Jacob Bruun Larsen | Compra de direitos/multa rescisória | Hoffenheim          |

## Estatísticas

### Desempenho dos treinadores
| Técnico      | J  | V  | E | D  | GP  | GC | SG | %    |
| ------------ | -- | -- | - | -- | --- | -- | -- | ---- |
| Lucien Favre | 46 | 28 | 7 | 11 | 102 | 56 | 46 | 65,9 |
| Total        | 46 | 28 | 7 | 11 | 102 | 56 | 46 | 65,9 |

### Artilharia
| #     | Jogador           | Gols | Bundesliga | Copa da Alemanha | Supercopa da Alemanha | Liga dos Campeões |
| ----- | ----------------- | ---- | ---------- | ---------------- | --------------------- | ----------------- |
| 1º    | Jadon Sancho      | 20   | 17         |                  | 1                     | 2                 |
| 2º    | Erling Håland     | 16   | 13         | 1                |                       | 2                 |
| 3º    | Marco Reus        | 12   | 11         | 1                |                       |                   |
| 4º    | Achraf Hakimi     | 9    | 5          |                  |                       | 4                 |
| 5º    | Raphaël Guerreiro | 8    | 8          |                  |                       |                   |
| 6º    | Julian Brandt     | 7    | 3          | 2                |                       | 2                 |
| 6º    | Paco Alcácer      | 7    | 5          | 1                | 1                     |                   |
| 6º    | Thorgan Hazard    | 7    | 7          |                  |                       |                   |
| 7º    | Axel Witsel       | 4    | 4          |                  |                       |                   |
| 8º    | Mario Götze       | 3    | 3          |                  |                       |                   |
| 9º    | Emre Can          | 2    | 1          | 1                |                       |                   |
| 10º   | Dan-Axel Zagadou  | 1    | 1          |                  |                       |                   |
| 10º   | Giovanni Reyna    | 1    |            | 1                |                       |                   |
| 10º   | Julian Weigl      | 1    | 1          |                  |                       |                   |
| 10º   | Łukasz Piszczek   | 1    | 1          |                  |                       |                   |
| 10º   | Marcel Schmelzer  | 1    | 1          |                  |                       |                   |
| 10º   | Mats Hummels      | 1    | 1          |                  |                       |                   |
| 10º   | Nico Schulz       | 1    | 1          |                  |                       |                   |
| Total | Total             | 102  | 84         | 6                | 2                     | 10                |

## Competições

### Resumo das Participações
| Torneio                   | Pos\Fas          | Pts | J  | V  | E | D | GP | GC | SG | %    |
| Bundesliga                | Vice-Campeão     | 69  | 34 | 21 | 6 | 7 | 84 | 41 | 43 | 67,6 |
| Copa da Alemanha          | Oitavas de Final | 6   | 3  | 2  | 0 | 1 | 6  | 4  | 2  | 66,7 |
| Supercopa da Alemanha     | Campeão          | 3   | 1  | 1  | 0 | 0 | 2  | 0  | 2  | 100  |
| Liga dos Campeões da UEFA | Oitavas de Final | 13  | 8  | 4  | 1 | 3 | 10 | 11 | -1 | 54,2 |

### Supercopa da Alemanha
Vitória
      Empate
      Derrota
| 3 de agosto Jogo único | Borussia Dortmund        | 2 – 0 | Bayern de Munique | Dortmund                                                               |  |
| 20:30                  | Alcácer 48' · Sancho 69' |       |                   | Estádio: Signal Iduna Park Público: 81 365 Árbitro: GER Daniel Siebert |  |

### Copa da Alemanha
Vitória
      Empate
      Derrota

#### Primeira Fase
| 9 de agosto Jogo único | KFC Uerdingen 05 | 0 – 2 | Borussia Dortmund      | Düsseldorf                                                                |  |
| 20:45                  |                  |       | 49' Reus · 70' Alcácer | Estádio: Merkur Spiel-Arena Público: 32 110 Árbitro: GER Sascha Stegemann |  |

#### Segunda fase
| 30 de outubro Jogo único | Borussia Dortmund | 2 – 1 | Borussia Mönchengladbach | Dortmund                                                                |  |
| 20:45                    | Brandt 77', 80'   |       | 71' Thuram               | Estádio: Signal Iduna Park Público: 79 800 Árbitro: GER Benjamin Cortus |  |

#### Oitavas de Final
| 4 de fevereiro Jogo único | Werder Bremen                             | 3 – 2 | Borussia Dortmund      | Bremen                                                            |  |
| 20:45                     | Selke 16' · Bittencourt 30' · Rashica 70' |       | 67' Håland · 78' Reyna | Estádio: Weserstadion Público: 42 100 Árbitro: GER Guido Winkmann |  |

### Liga dos Campeões da UEFA

#### Fase de Grupos
| Pos | Equipe            | Pts | J | V | E | D | GP | GC | SG |                                  |  | BAR | DOR | INT | SLP |
| --- | ----------------- | --- | - | - | - | - | -- | -- | -- | -------------------------------- |  | --- | --- | --- | --- |
| 1   | Barcelona         | 14  | 6 | 4 | 2 | 0 | 9  | 4  | +5 | Classificado às oitavas de final |  | —   | 3–1 | 2–1 | 0–0 |
| 2   | Borussia Dortmund | 10  | 6 | 3 | 1 | 2 | 8  | 8  | 0  | Classificado às oitavas de final |  | 0–0 | —   | 3–2 | 2–1 |
| 3   | Internazionale    | 7   | 6 | 2 | 1 | 3 | 10 | 9  | +1 | Transferido para Liga Europa     |  | 1–2 | 2–0 | —   | 1–1 |
| 4   | Slavia Praha      | 2   | 6 | 0 | 2 | 4 | 4  | 10 | −6 | Eliminado                        |  | 1–2 | 0–2 | 1–3 | —   |

##### Jogos
Vitória
      Empate
      Derrota
| 17 de setembro 1ª rodada | Borussia Dortmund | 0 – 0 | Barcelona | Dortmund                                                               |  |
| 21:00                    |                   |       |           | Estádio: Signal Iduna Park Público: 66 099 Árbitro: ROM Ovidiu Hațegan |  |

| 2 de outubro 2ª rodada | Slavia Praha | 0 – 2 | Borussia Dortmund | Praga                                                          |  |
| 18:55                  |              |       | 35', 89' Hakimi   | Estádio: Eden Arena Público: 19 370 Árbitro: NED Björn Kuipers |  |

| 23 de outubro 3ª rodada | Internazionale              | 2 – 0 | Borussia Dortmund | Milão                                                         |  |
| 21:00                   | Martínez 22' · Candreva 89' |       |                   | Estádio: San Siro Público: 65 673 Árbitro: ENG Anthony Taylor |  |

| 5 de novembro 4ª rodada | Borussia Dortmund            | 3 – 2 | Internazionale           | Dortmund                                                               |  |
| 21:00                   | Hakimi 51', 77' · Brandt 64' |       | 5' Martínez · 40' Vecino | Estádio: Signal Iduna Park Público: 66 099 Árbitro: NED Danny Makkelie |  |

| 27 de novembro 5ª rodada | Barcelona                              | 3 – 1 | Borussia Dortmund | Barcelona                                                     |  |
| 21:00                    | Suárez 29' · Messi 33' · Griezmann 67' |       | 77' Sancho        | Estádio: Camp Nou Público: 90 071 Árbitro: FRA Clément Turpin |  |

| 10 de dezembro 6ª rodada | Borussia Dortmund       | 2 – 1 | Slavia Praha     | Dortmund                                                               |  |
| 21:00                    | Sancho 10' · Brandt 61' |       | 43' Tomáš Souček | Estádio: Signal Iduna Park Público: 65 079 Árbitro: RUS Sergei Karasev |  |

#### Oitavas de Final
| 18 de fevereiro Jogo de ida | Borussia Dortmund | 2 – 1 | Paris Saint-Germain | Dortmund                                                                    |  |
| 21:00                       | Håland 69', 77'   |       | 75' Neymar          | Estádio: Signal Iduna Park Público: 66 099 Árbitro: ESP Antonio Mateu Lahoz |  |

| 11 de março Jogo de volta | Paris Saint-Germain       | 2 – 0 | Borussia Dortmund | Paris                                                                           |  |
| 21:00                     | Neymar 28' · Bernat 45+1' |       |                   | Estádio: Parc des Princes Público: Portões Fechados Árbitro: ING Anthony Taylor |  |

## Classificação
| Pos | Equipes                  | Pts | J  | V  | E  | D  | GM  | GS | SG  | Classificação ou rebaixamento                          |
| --- | ------------------------ | --- | -- | -- | -- | -- | --- | -- | --- | ------------------------------------------------------ |
| 1   | Bayern de Munique        | 82  | 34 | 26 | 4  | 4  | 100 | 32 | +68 | Fase de Grupos da Liga dos Campeões da UEFA de 2020–21 |
| 2   | Borussia Dortmund        | 69  | 34 | 21 | 6  | 7  | 84  | 41 | +43 | Fase de Grupos da Liga dos Campeões da UEFA de 2020–21 |
| 3   | RB Leipzig               | 66  | 34 | 18 | 12 | 4  | 81  | 37 | +44 | Fase de Grupos da Liga dos Campeões da UEFA de 2020–21 |
| 4   | Borussia Mönchengladbach | 65  | 34 | 20 | 5  | 9  | 66  | 40 | +26 | Fase de Grupos da Liga dos Campeões da UEFA de 2020–21 |
| 5   | Bayer Leverkusen         | 63  | 34 | 19 | 6  | 9  | 61  | 44 | +17 | Fase de Grupos da Liga Europa da UEFA de 2020–21[a]    |
| 6   | Hoffenheim               | 52  | 34 | 15 | 7  | 12 | 53  | 53 | 0   | Fase de Grupos da Liga Europa da UEFA de 2020–21[a]    |
| 7   | Wolfsburg                | 49  | 34 | 13 | 10 | 11 | 48  | 46 | +2  | Play-offs da Liga Europa da UEFA de 2020–21[a]         |
| 8   | Freiburg                 | 48  | 34 | 13 | 9  | 12 | 48  | 47 | +1  |                                                        |
| 9   | Eintracht Frankfurt      | 45  | 34 | 13 | 6  | 15 | 59  | 60 | –1  |                                                        |
| 10  | Hertha Berlim            | 41  | 34 | 11 | 8  | 15 | 48  | 59 | –11 |                                                        |
| 11  | Union Berlin             | 41  | 34 | 12 | 5  | 17 | 41  | 58 | –17 |                                                        |
| 12  | Schalke 04               | 39  | 34 | 9  | 12 | 13 | 38  | 58 | –20 |                                                        |
| 13  | Mainz 05                 | 37  | 34 | 11 | 4  | 19 | 44  | 65 | –21 |                                                        |
| 14  | Köln                     | 36  | 34 | 10 | 6  | 18 | 51  | 69 | –18 |                                                        |
| 15  | Augsburg                 | 36  | 34 | 9  | 9  | 16 | 45  | 63 | –18 |                                                        |
| 16  | Werder Bremen            | 31  | 34 | 8  | 7  | 19 | 42  | 69 | –27 | Play-off do Rebaixamento                               |
| 17  | Fortuna Düsseldorf       | 30  | 34 | 6  | 12 | 16 | 36  | 67 | –31 | Zona de rebaixamento à 2. Bundesliga de 2020–21        |
| 18  | Paderborn                | 20  | 34 | 4  | 8  | 22 | 37  | 74 | –37 | Zona de rebaixamento à 2. Bundesliga de 2020–21        |

##### Desempenho por rodada
| Rodadas   | 1  | 2  | 3  | 4  | 5  | 6  | 7  | 8  | 9  | 10 | 11 | 12 | 13 | 14 | 15 | 16 | 17 |
| Local     | C  | F  | F  | C  | F  | C  | F  | C  | F  | C  | F  | C  | F  | C  | F  | C  | F  |
| Resultado | V  | V  | D  | V  | E  | E  | E  | V  | E  | V  | D  | E  | V  | V  | V  | E  | D  |
| Colocação | 1º | 1º | 5º | 2º | 3º | 8º | 8º | 4º | 5º | 2º | 6º | 6º | 5º | 3º | 3º | 4º | 4º |

| Rodadas   | 18 | 19 | 20 | 21 | 22 | 23 | 24 | 25 | 26 | 27 | 28 | 29 | 30 | 31 | 32 | 33 | 34 |
| Local     | F  | C  | C  | F  | C  | F  | C  | F  | C  | F  | C  | F  | C  | F  | C  | F  | C  |
| Resultado | V  | V  | V  | D  | V  | V  | V  | V  | V  | V  | D  | V  | V  | V  | D  | V  | D  |
| Colocação | 4º | 4º | 3º | 3º | 3º | 3º | 3º | 2º | 2º | 2º | 2º | 2º | 2º | 2º | 2º | 2º | 2º |

##### Jogos
Vitória
      Empate
      Derrota
| 17 de agosto 1ª rodada | Borussia Dortmund                                    | 5 – 1 | Augsburg         | Dortmund                                                                 |  |
| 15:30                  | Alcácer 3', 59' · Sancho 51' · Reus 57' · Brandt 82' |       | 1' Niederlechner | Estádio: Signal Iduna Park Público: 81 365 Árbitro: GER Frank Willenborg |  |

| 23 de agosto 2ª rodada | Köln        | 1 – 3 | Borussia Dortmund                       | Colônia                                                                     |  |
| 20:30                  | Drexler 29' |       | 70' Sancho · 86' Hakimi · 90+4' Alcácer | Estádio: RheinEnergieStadion Público: 50 000 Árbitro: GER Christian Dingert |  |

| 31 de agosto 3ª rodada | Union Berlin                    | 3 – 1 | Borussia Dortmund | Berlim                                                                           |  |
| 18:30                  | Bülter 22', 50' · Andersson 75' |       | 25' Alcácer       | Estádio: Stadion An der Alten Försterei Público: 22 467 Árbitro: GER Felix Brych |  |

| 14 de setembro 4ª rodada | Borussia Dortmund                           | 4 – 0 | Bayer Leverkusen | Dortmund                                                               |  |
| 15:30                    | Alcácer 28' · Reus 50', 90' · Guerreiro 83' |       |                  | Estádio: Signal Iduna Park Público: 81 365 Árbitro: GER Daniel Siebert |  |

| 22 de setembro 5ª rodada | Eintracht Frankfurt           | 2 – 2 | Borussia Dortmund            | Frankfurt                                                              |  |
| 18:00                    | André Silva 43' · Delaney 88' |       | 11' Axel Witsel · 66' Sancho | Estádio: Commerzbank-Arena Público: 51 500 Árbitro: GER Markus Schmidt |  |

| 28 de setembro 6ª rodada | Borussia Dortmund   | 2 – 2 | Werder Bremen           | Dortmund                                                              |  |
| 18:30                    | Götze 9' · Reus 41' |       | 7' Rashica · 55' Friedl | Estádio: Signal Iduna Park Público: 81 365 Árbitro: GER Deniz Aytekin |  |

| 5 de outubro 7ª rodada | Freiburg                     | 2 – 2 | Borussia Dortmund       | Friburgo em Brisgóvia                                                   |  |
| 15:30                  | Waldschmidt 55' · Akanji 89' |       | 20' Witsel · 67' Hakimi | Estádio: Schwarwald-Stadion Público: 24 000 Árbitro: GER Sven Jablonski |  |

| 19 de outubro 8ª rodada | Borussia Dortmund | 1 – 0 | Borussia Mönchengladbach | Dortmund                                                                 |  |
| 18:30                   | Reus 58'          |       |                          | Estádio: Signal Iduna Park Público: 81 365 Árbitro: GER Sascha Stegemann |  |

| 26 de outubro 9ª rodada | Schalke 04 | 0 – 0 | Borussia Dortmund | Gelsenkirchen                                                   |  |
| 15:30                   |            |       |                   | Estádio: Veltins-Arena Público: 61 873 Árbitro: GER Felix Brych |  |

| 2 de novembro 10ª rodada | Borussia Dortmund                      | 3 – 0 | Wolfsburg | Dortmund                                                            |  |
| 15:30                    | Hazard 52' · Guerreiro 58' · Götze 88' |       |           | Estádio: Signal Iduna Park Público: 80 200 Árbitro: GER Tobias Welz |  |

| 9 de novembro 11ª rodada | Bayern de Munique                               | 4 – 0 | Borussia Dortmund | Munique                                                          |  |
| 18:30                    | Lewandowski 17', 76' · Gnabry 47' · Hummels 80' |       |                   | Estádio: Allianz Arena Público: 75 000 Árbitro: GER Felix Zwayer |  |

| 22 de novembro 12ª rodada | Borussia Dortmund                    | 3 – 3 | Paderborn                    | Dortmund                                                                  |  |
| 20:30                     | Sancho 47' · Witsel 84' · Reus 90+3' |       | 5', 37' Mamba · 43' Holtmann | Estádio: Signal Iduna Park Público: 81 365 Árbitro: GER Christian Dingert |  |

| 30 de novembro 13ª rodada | Hertha Berlim | 1 – 2 | Borussia Dortmund       | Berlim                                                              |  |
| 15:30                     | Darida 34'    |       | 15' Sancho · 17' Hazard | Estádio: Olympiastadion Público: 74 667 Árbitro: GER Sven Jablonski |  |

| 7 de dezembro 14ª rodada | Borussia Dortmund                            | 5 – 0 | Fortuna Düsseldorf | Dortmund                                                               |  |
| 15:30                    | Reus 42', 69' · Hazard 58' · Sancho 63', 74' |       |                    | Estádio: Signal Iduna Park Público: 81 365 Árbitro: GER Daniel Siebert |  |

| 14 de dezembro 15ª rodada | Mainz 05 | 0 – 4 | Borussia Dortmund                               | Mogúncia                                                         |  |
| 15:30                     |          |       | 32' Reus · 66' Sancho · 69' Hazard · 84' Schulz | Estádio: Opel Arena Público: 33 305 Árbitro: GER Benjamin Cortus |  |

| 17 de dezembro 16ª rodada | Borussia Dortmund                   | 3 – 3 | RB Leipzig                   | Dortmund                                                               |  |
| 20:30                     | Weigl 23' · Brandt 34' · Sancho 55' |       | 47', 53' Werner · 77' Schick | Estádio: Signal Iduna Park Público: 80 200 Árbitro: GER Tobias Stieler |  |

| 20 de dezembro 17ª rodada | Hoffenheim                 | 2 – 1 | Borussia Dortmund | Sinsheim                                                              |  |
| 20:30                     | Adamyan 79' · Kramarić 87' |       | 17' Götze         | Estádio: Rhein-Neckar-Arena Público: 30 150 Árbitro: GER Felix Zwayer |  |

| 18 de janeiro 18ª rodada | Augsburg                                   | 3 – 5 | Borussia Dortmund                              | Augsburgo                                                    |  |
| 15:30                    | Niederlechner 34', 55' · Marco Richter 46' |       | 49' Brandt · 59', 70', 79' Håland · 61' Sancho | Estádio: SGL Arena Público: 30 660 Árbitro: GER Manuel Gräfe |  |

| 24 de janeiro 19ª rodada | Borussia Dortmund                                      | 5 – 1 | Köln    | Dortmund                                                            |  |
| 20:30                    | Guerreiro 1' · Reus 29' · Sancho 48' · Håland 78', 87' |       | 64' Uth | Estádio: Signal Iduna Park Público: 81 365 Árbitro: GER Harm Osmers |  |

| 1 de fevereiro 20ª rodada | Borussia Dortmund                                    | 5 – 0 | Union Berlin | Dortmund                                                                |  |
| 15:30                     | Sancho 13' · Håland 18', 76' · Reus 68' · Witsel 70' |       |              | Estádio: Signal Iduna Park Público: 81 365 Árbitro: GER Benjamin Cortus |  |

| 8 de fevereiro 21ª rodada | Bayer Leverkusen                           | 4 – 3 | Borussia Dortmund                     | Leverkusen                                                    |  |
| 18:30                     | Volland 20', 43' · Bender 82' · Bailey 81' |       | 22' Hummels · 33' Can · 65' Guerreiro | Estádio: BayArena Público: 30 210 Árbitro: GER Markus Schmidt |  |

| 14 de fevereiro 22ª rodada | Borussia Dortmund                                      | 4 – 0 | Eintracht Frankfurt | Dortmund                                                                |  |
| 20:30                      | Piszczek 33' · Sancho 50' · Håland 54' · Guerreiro 74' |       |                     | Estádio: Signal Iduna Park Público: 81 365 Árbitro: GER Bastian Dankert |  |

| 22 de fevereiro 23ª rodada | Werder Bremen | 0 – 2 | Borussia Dortmund        | Bremen                                                         |  |
| 15:30                      |               |       | 52' Zagadou · 66' Håland | Estádio: Weserstadion Público: 42 100 Árbitro: GER Marco Fritz |  |

| 29 de fevereiro 24ª rodada | Borussia Dortmund | 1 – 0 | Freiburg | Dortmund                                                                |  |
| 15:30                      | Sancho 15'        |       |          | Estádio: Signal Iduna Park Público: 81 365 Árbitro: GER Robert Hartmann |  |

| 7 de março 25ª rodada | Borussia Mönchengladbach | 1 – 2 | Borussia Dortmund      | Mönchengladbach                                                      |  |
| 18:30                 | Stindl 50'               |       | 8' Hazard · 72' Hakimi | Estádio: Borussia-Park Público: 53 877 Árbitro: GER Sascha Stegemann |  |

| 16 de maio 26ª rodada | Borussia Dortmund                            | 4 – 0 | Schalke 04 | Dortmund                                                                        |  |
| 15:30                 | Håland 29' · Guerreiro 45', 63' · Hazard 48' |       |            | Estádio: Signal Iduna Park Público: Portões Fechados Árbitro: GER Deniz Aytekin |  |

| 23 de maio 27ª rodada | Wolfsburg | 0 – 2 | Borussia Dortmund          | Wolfsburg                                                                       |  |
| 15:30                 |           |       | 32' Guerreiro · 78' Hakimi | Estádio: Volkswagen Arena Público: Portões Fechados Árbitro: GER Daniel Siebert |  |

| 26 de maio 28ª rodada | Borussia Dortmund | 0 – 1 | Bayern de Munique | Dortmund                                                                         |  |
| 18:30                 |                   |       | 43' Kimmich       | Estádio: Signal Iduna Park Público: Portões Fechados Árbitro: GER Tobias Stieler |  |

| 31 de maio 29ª rodada | Paderborn     | 1 – 6 | Borussia Dortmund                                                | Paderborn                                                                     |  |
| 18:00                 | Hünemeier 72' |       | 54' Hazard · 57', 74', 90+1' Sancho · 85' Hakimi · 89' Schmelzer | Estádio: Benteler-Arena Público: Portões Fechados Árbitro: GER Daniel Siebert |  |

| 6 de junho 30ª rodada | Borussia Dortmund | 1 – 0 | Hertha Berlim | Dortmund                                                                      |  |
| 18:30                 | Can 58'           |       |               | Estádio: Signal Iduna Park Público: Portões Fechados Árbitro: GER Harm Osmers |  |

| 13 de junho 31ª rodada | Fortuna Düsseldorf | 0 – 1 | Borussia Dortmund | Düsseldorf                                                                    |  |
| 15:30                  |                    |       | 90+5' Håland      | Estádio: Esprit Arena Público: Portões Fechados Árbitro: GER Sascha Stegemann |  |

| 17 de junho 32ª rodada | Borussia Dortmund | 0 – 2 | Mainz 05                  | Dortmund                                                                           |  |
| 20:30                  |                   |       | 33' Burkardt · 49' Mateta | Estádio: Signal Iduna Park Público: Portões Fechados Árbitro: GER Frank Willenborg |  |

| 20 de junho 33ª rodada | RB Leipzig | 0 – 2 | Borussia Dortmund | Leipzig                                                                     |  |
| 15:30                  |            |       | 30', 90+3' Håland | Estádio: Red Bull Arena Público: Portões Fechados Árbitro: GER Felix Zwayer |  |

| 27 de junho 34ª rodada | Borussia Dortmund | 0 – 4 | Hoffenheim                 | Dortmund                                                                         |  |
| 15:30                  |                   |       | 8', 30', 48', 50' Kramarić | Estádio: Signal Iduna Park Público: Portões Fechados Árbitro: GER Guido Winkmann |  |